# Rhinophis goweri
Espèce
Rhinophis goweri est une espèce de serpents de la famille des Uropeltidae.

## Systématique
L'espèce Rhinophis goweri a été décrite en 2013 par les herpétologistes indiens R. Aengals (d) et Sumaithangi Rajagopalan Ganesh (d).

## Répartition
Cette espèce est endémique de l'État de Tamil Nadu en Inde.

## Étymologie
Le nom spécifique goweri est dédié au docteur David J. Gower du musée d'histoire naturelle de Londres pour ses études sur les espèces du genre Rhinophis.

## Publication originale
- Aengals & Ganesh, 2013 : « Rhinophis goweri — A New Species of Shieldtail Snake from the Southern Eastern Ghats, India ». Russian Journal of Herpetology, vol. 20, no 1, p. 61-65.